# Ministri dell'economia e delle finanze della Repubblica francese
I ministri dell'economia e delle finanze della Repubblica francese dal 1958 (Quinta Repubblica francese) ad oggi sono i seguenti.

## Lista
| Ministro                                                   | Ministro        | Ministro                 | Partito                                             | Governo                                  | Inizio            | Fine             |
| ---------------------------------------------------------- | --------------- | ------------------------ | --------------------------------------------------- | ---------------------------------------- | ----------------- | ---------------- |
| Finanze e affari economici                                 |                 |                          |                                                     |                                          |                   |                  |
|                                                            |                 | Antoine Pinay            | Centro Nazionale degli Indipendenti e dei Contadini | Debré                                    | 8 gennaio 1959    | 13 gennaio 1960  |
|                                                            |                 | Wilfrid Baumgartner      | Indipendente                                        | Debré                                    | 13 gennaio 1960   | 19 gennaio 1962  |
|                                                            |                 | Valéry Giscard d'Estaing | Centro Nazionale degli Indipendenti e dei Contadini | Debré                                    | 19 gennaio 1962   | 14 aprile 1962   |
| Pompidou I                                                 | 14 aprile 1962  | Valéry Giscard d'Estaing | Centro Nazionale degli Indipendenti e dei Contadini | 7 dicembre 1962                          |                   |                  |
| Pompidou II                                                | 7 dicembre 1962 | Valéry Giscard d'Estaing | Centro Nazionale degli Indipendenti e dei Contadini | 8 gennaio 1966                           |                   |                  |
| Economia e finanze                                         |                 |                          |                                                     |                                          |                   |                  |
|                                                            |                 | Michel Debré             | Unione dei Democratici per la Repubblica            | Pompidou III                             | 8 gennaio 1966    | 8 aprile 1967    |
| Pompidou IV                                                | 8 aprile 1967   | Michel Debré             | Unione dei Democratici per la Repubblica            | 31 maggio 1968                           |                   |                  |
| Pompidou IV                                                |                 |                          | Maurice Couve de Murville                           | Unione dei Democratici per la Repubblica | 31 maggio 1968    | 10 luglio 1968   |
|                                                            |                 | François-Xavier Ortoli   | Unione per la Difesa della Repubblica               | de Murville                              | 10 luglio 1968    | 16 giugno 1969   |
|                                                            |                 | Valéry Giscard d'Estaing | Repubblicani e Indipendenti                         | Chaban-Delmas                            | 20 giugno 1969    | 5 luglio 1972    |
| Messmer I                                                  | 6 luglio 1972   | Valéry Giscard d'Estaing | Repubblicani e Indipendenti                         | 5 aprile 1973                            |                   |                  |
| Messmer II                                                 | 5 aprile 1973   | Valéry Giscard d'Estaing | Repubblicani e Indipendenti                         | 1º marzo 1974                            |                   |                  |
| Messmer III                                                | 1º marzo 1974   | Valéry Giscard d'Estaing | Repubblicani e Indipendenti                         | 27 maggio 1974                           |                   |                  |
|                                                            |                 | Jean-Pierre Fourcade     | Repubblicani e Indipendenti                         | Chirac I                                 | 28 maggio 1974    | 27 agosto 1976   |
|                                                            |                 | Raymond Barre            | Unione per la Democrazia Francese                   | Barre I                                  | 29 agosto 1976    | 29 marzo 1977    |
| Barre II                                                   | 31 marzo 1977   | Raymond Barre            | Unione per la Democrazia Francese                   | 5 aprile 1978                            |                   |                  |
|                                                            |                 | René Monory              | Centro dei Democratici Sociali                      | Barre III                                | 5 aprile 1978     | 22 maggio 1981   |
|                                                            |                 | Jacques Delors           | Partito Socialista                                  | Mauroy I                                 | 22 maggio 1981    | 23 giugno 1981   |
| Mauroy II                                                  | 23 giugno 1981  | Jacques Delors           | Partito Socialista                                  | 23 marzo 1983                            |                   |                  |
| Mauroy III                                                 | 23 marzo 1983   | Jacques Delors           | Partito Socialista                                  | 19 luglio 1984                           |                   |                  |
|                                                            |                 | Pierre Bérégovoy         | Partito Socialista                                  | Fabius                                   | 19 luglio 1984    | 20 marzo 1986    |
|                                                            |                 | Édouard Balladur         | Raggruppamento per la Repubblica                    | Chirac II                                | 20 marzo 1986     | 12 maggio 1988   |
|                                                            |                 | Pierre Bérégovoy         | Partito Socialista                                  | Rocard I                                 | 12 maggio 1988    | 22 giugno 1988   |
| Rocard II                                                  | 23 giugno 1988  | Pierre Bérégovoy         | Partito Socialista                                  | 15 maggio 1991                           |                   |                  |
| Cresson                                                    | 15 maggio 1991  | Pierre Bérégovoy         | Partito Socialista                                  | 31 marzo 1992                            |                   |                  |
|                                                            |                 | Michel Sapin             | Partito Socialista                                  | Bérégovoy                                | 2 aprile 1992     | 29 marzo 1993    |
|                                                            |                 | Edmond Alphandéry        | Unione per la Democrazia Francese                   | Balladur                                 | 29 marzo 1993     | 18 maggio 1995   |
|                                                            |                 | Alain Madelin            | Partito Repubblicano                                | Juppé I                                  | 18 maggio 1995    | 25 agosto 1995   |
|                                                            |                 | Jean Arthuis             | Raggruppamento per la Repubblica                    | Juppé II                                 | 7 novembre 1995   | 4 giugno 1997    |
| Economia, finanza e industria                              |                 |                          |                                                     |                                          |                   |                  |
|                                                            |                 | Dominique Strauss-Kahn   | Partito Socialista                                  | Jospin                                   | 4 giugno 1997     | 2 novembre 1999  |
|                                                            |                 | Christian Sautter        | Partito Socialista                                  | Jospin                                   | 2 novembre 1999   | 28 marzo 2000    |
|                                                            |                 | Laurent Fabius           | Partito Socialista                                  | Jospin                                   | 28 marzo 2000     | 7 maggio 2002    |
|                                                            |                 | Francis Mer              | Indipendente                                        | Raffarin I                               | 7 maggio 2002     | 17 giugno 2002   |
| Raffarin II                                                | 17 giugno 2002  | Francis Mer              | Indipendente                                        | 31 marzo 2004                            |                   |                  |
|                                                            |                 | Nicolas Sarkozy          | Unione per un Movimento Popolare                    | Raffarin III                             | 31 marzo 2004     | 29 novembre 2004 |
|                                                            |                 | Hervé Gaymard            | Unione per un Movimento Popolare                    | Raffarin III                             | 29 novembre 2004  | 25 febbraio 2005 |
|                                                            |                 | Thierry Breton           | Indipendente                                        | Raffarin III                             | 25 febbraio 2005  | 31 maggio 2005   |
| de Villepin                                                | 31 maggio 2005  | Thierry Breton           | Indipendente                                        | 18 maggio 2007                           |                   |                  |
|                                                            |                 | Jean-Louis Borloo        | Partito Radicale                                    | Fillon I                                 | 18 maggio 2007    | 19 giugno 2007   |
|                                                            |                 | Christine Lagarde        | Unione per un Movimento Popolare                    | Fillon II                                | 19 giugno 2007    | 29 giugno 2011   |
|                                                            |                 | François Baroin          | Unione per un Movimento Popolare                    | Fillon III                               | 29 giugno 2011    | 10 maggio 2012   |
| Economia e finanze                                         |                 |                          |                                                     |                                          |                   |                  |
|                                                            |                 | Pierre Moscovici         | Partito Socialista                                  | Ayrault I                                | 16 maggio 2012    | 18 giugno 2012   |
| Ayrault II                                                 | 21 giugno 2012  | Pierre Moscovici         | Partito Socialista                                  | 31 marzo 2014                            |                   |                  |
| Scorporo del ministero tra Economia e Finanze              |                 |                          |                                                     |                                          |                   |                  |
| Economia, industria e bilancio                             |                 |                          |                                                     |                                          |                   |                  |
|                                                            |                 | Arnaud Montebourg        | Partito Socialista                                  | Valls I                                  | 2 aprile 2014     | 25 agosto 2014   |
|                                                            |                 | Emmanuel Macron          | Partito Socialista                                  | Valls II                                 | 25 agosto 2014    | 30 agosto 2016   |
|                                                            |                 | Michel Sapin             | Partito Socialista                                  | Cazeneuve                                | 30 agosto 2016    | 17 maggio 2017   |
| Finanze                                                    |                 |                          |                                                     |                                          |                   |                  |
|                                                            |                 | Michel Sapin             | Partito Socialista                                  | Valls I                                  | 2 aprile 2014     | 25 agosto 2014   |
| Valls II                                                   | 25 agosto 2014  | Michel Sapin             | Partito Socialista                                  | 6 dicembre 2016                          |                   |                  |
| Cazeneuve                                                  | 6 dicembre 2016 | Michel Sapin             | Partito Socialista                                  | 17 maggio 2017                           |                   |                  |
| Riaccorpamento del ministero dell'Economia e delle Finanze |                 |                          |                                                     |                                          |                   |                  |
|                                                            |                 | Bruno Le Maire           | La République En Marche                             | Philippe I                               | 17 maggio 2017    | 21 giugno 2017   |
| Philippe II                                                | 21 giugno 2017  | Bruno Le Maire           | La République En Marche                             | 6 luglio 2020                            |                   |                  |
| Castex                                                     | 6 luglio 2020   | Bruno Le Maire           | La République En Marche                             | 16 maggio 2022                           |                   |                  |
| Borne                                                      | 16 maggio 2022  | Bruno Le Maire           | La République En Marche                             | 4 luglio 2022                            |                   |                  |
| Borne                                                      | 4 luglio 2022   | Bruno Le Maire           | La République En Marche                             | 9 gennaio 2024                           |                   |                  |
| Attal                                                      | 9 gennaio 2024  | Bruno Le Maire           | La République En Marche                             | 21 settembre 2024                        |                   |                  |
| Economia, Finanze e Industria                              |                 |                          |                                                     |                                          |                   |                  |
|                                                            |                 | Antoine Armand           | Renaissance                                         | Barnier                                  | 21 settembre 2024 | in carica        |